# Mika Špiljak
Mika Špiljak (Odra, 28 de noviembre de 1916 – Zagreb, 18 de mayo de 2007) fue un partisano y político yugoslavo de origen croata.

## Biografía
Nació en 1916 en Odra, una localidad cercana a Sisak. Su padre, Dragutin, era ferroviario. Empezó a trabajar a los 16 años. Se afilió al Partido Comunista en 1938 y luchó en la resistencia con los partisanos durante la Segunda Guerra Mundial.
Špiljak fue alcalde de Zagreb de 1949 a 1950. Tras ejercer como Presidente del Consejo Ejecutivo (primer ministro) de la República Socialista de Croacia entre 1963 y 1967, fue nombrado Presidente del Consejo Ejecutivo Federal (primer ministro) de la República Federal Socialista de Yugoslavia el 16 de mayo de 1967, sucediendo a Petar Stambolić. El 18 de mayo de 1969 le sucedió en el cargo Mitja Ribičič.
En 1983, Špiljak accedió a la Presidencia Colectiva de la República Federal Socialista de Yugoslavia. Ejerciendo este puesto inauguró los Juegos Olímpicos de Invierno de Sarajevo. Tras ser sustituido por Veselin Đuranović por rotación después de un año, en 1984 pasó a desempeñar el cargo de secretario del Comité Central de la Liga de los Comunistas de Croacia, que ocupó hasta 1986.
Murió el 18 de mayo de 2007 en Zagreb a los 90 años de edad.